# ÖYSTER
ÖYSTER（オイスター）は、日本の男性漫画家。既婚。配偶者は漫画家の成原とんみ。ペンネームの由来はブルー・オイスター・カルトから。
代表作は『超可動ガール1/6』（双葉社）、『男爵校長』（双葉社）、『光の大社員』（双葉社）。
高い画力の万能な絵柄と独特のシュールかつハイテンションな作風で個性的なギャグ4コマを繰り出す。その一方『ケロロ軍曹』などの漫画家吉崎観音の背景作画アシスタントを務める。

## 略歴
- 1998年以降、ブロッコリー発行のアンソロジーコミックなどに短編作品を掲載。
- 2002年からは双葉社発行のゲーム4コマアンソロジーシリーズ4コマまんが王国、4コマKINGDOMなどで活躍。
- 同年にはWEBカプコンファンクラブ内にて藤井昌浩、神楽つな、森山一保とWEB4コマを連載。のちにカプコン4コマコミック『カプよん』（双葉社）としてVol.1 - 3が発行された。
- 2003年10月28日には双葉社の月刊ゲーム情報誌『Nintendo Kids』内で連載していた『ゼルダの伝説 風のタクト』の4コマが、『風のタクト』における任天堂唯一の公認コミックとして初めての単行本化を果たす。
- 2004年7月9日に双葉社の月刊4コマ誌『もえよん』創刊に伴い、自身初のオリジナル4コマ作品「男爵校長」連載開始。
- 2005年9月12日にはアクションコミックスもえよん第1弾として単行本第1巻が発売された。とらのあな、ゲーマーズ、メロンブックスでは各店舗で著者直筆のメッセージペーパーやポストカードの特典がついた。
- 2005年9月18日、K-BOOKS秋葉原新館にて単行本発売記念として初のサイン会を開催。
- 2005年7月9日にもえよんの休刊により、「男爵校長」が『まんがタウンオリジナル』に移籍。それを機にまんがタウン系のファミリー4コマ誌に活躍の場を移す。
- 2005年8月から双葉社の月刊ムック『オンラインゲーム凄い攻略やってます』内の『ファミコン大放談』のコーナーにて、ファミコンに関する対談とファミコン4コマ×2本連載（隔月連載）。
- 2006年7月20日に『まんがタウンオリジナル』の休刊により、「男爵校長」が『コミックハイ!』に移籍。
- 2007年2月22日に『男爵校長』最終回を宣言。但し完結ではなく、翌月（3月22日）より『男爵校長DS』と改題して連載再開。

## 作品リスト

### オリジナル作品
- 武者武者道中 ティラの介 - 『Nintendo Kids』（双葉社）2003年5月号 - 2004年4月号
- 男爵校長
  - 男爵校長DS - 『男爵校長』より2007年3月左記に改題。
  - 男爵校長High! - 『男爵校長DS』より2009年6月、左記に改題。
- 光の大社員
  - 掲載誌
    - 『まんがタウン』（双葉社） 2005年12月号 - 2006年2月号 ※3号連続ゲスト（各6ページ）
    - 『まんがタウン』（双葉社） 2006年3月号 - 2013年10月号
- 毎週火曜はチューズデイ! - 『まんがタイムオリジナル』（芳文社） 2007年5月号 - 2009年4月号
- ナルハヤでお願い! - 『まんがタイムきらら』（芳文社） 2005年5月号 ※ゲスト読みきり（6ページ）
- 超可動ガール1/6 - 『コミックハイ!』（双葉社） 2012年8月号 - 2015年6月号（最終号）、『月刊アクション』（双葉社）2015年10月号 - 2016年1月号
  - 超可動ガールズ - 『月刊のアクション』2017年9月 - 連載中、『月刊アクション』2018年11月号 - 2024年4月号→『webアクション』[3]
- シネマちっくキネ子さん - 『まんがホーム』（芳文社） 2012年9月号 - 2015年8月号
- ど先端ナース - 『まんがタウン』（双葉社）2014年1月号 - 2016年6月号
  - 単行本（アクションコミックス 双葉社）全2巻
    1. 2015年5月28日発売 ISBN 978-4-575-94449-5
    2. 2016年6月28日発売 ISBN 978-4-575-94477-8
- 新婚のいろはさん - 『まんがタウン』（双葉社）2016年9月号 - 2024年1月号→『webアクション』[4]

### ゲームコミック作品
- ゼルダの伝説 風のタクト リンクの4コマ航海記 - ニンテンドーキッズ（双葉社） 03年-月号-04年3月号
  - 単行本（双葉社）
    1. 03年10月28日発売 ISBN 4-575-93858-0
- ウムルとタウィル（タカラトミー『WIXOSS』公式サイト上で連載） 2016年2月19日 -
  - 単行本（ホビージャパン）
    1. 2018年2月15日初版発行 ISBN 978-4-7986-1626-1
    2. 2020年3月23日初版発行 ISBN 978-4-7986-2164-7

### 4コマまんが王国
双葉社
- トマトアドベンチャー4コマまんが王国 - 02/02/12
  - 『トマトでショー』 （14ページ）
- ルイージマンション4コマまんが王国 - 02/03/12
  - 『そうだね･･･兄さんそうだね!』（10ページ）
- どうぶつの森+4コマまんが王国 - 02/03/28
  - 『動物たちの午後』（10ページ）
- モンスターファームアドバンス4コマまんが王国 - 02/04/30
  - 『ほんの少し昔の物語』 （8ページ）+表紙イラスト
- 動物番長4コマまんが王国 - 02/06/28
  - 『イノチをかけて生きてます』 （12ページ）
- ファイアーエムブレム封印の剣4コマまんが王国 - 02/08/28
  - 『蒼衣の公子ロイ』（10ページ）+表紙イラスト
- スーパーマリオサンシャイン4コマまんが王国 - 02/10/28
  - 『スーパーマリオサンシャイン4コマまんが小国』（16ページ）
- ロックマンX7 4コマまんが王国 - 03/12/26
  - 『熱すぎる程、正義!』 （8ページ）+表紙イラスト

### 4コマKINGDOM
双葉社
- ファンタシースターオンラインEPISODE1&2 4コマKINGDOM - 03/01/11
  - 『この星は我々のモノだ!』（8ページ）
- 魔界戦記ディスガイア4コマKINGDOM Vol.1 - 03/05/12
  - 『ラ･ハーーーーーール!』 （8ページ）
- ファントム･ブレイブ4コマKINGDOM - 04/03/27
  - 『化けて出るわよ!』（8ページ）
- スペクトラルフォース ラジカルエレメンツ4コマKINGDOM - 04/11/12
  - 『お城だジョー』（8ページ）+カラーイラスト
- ステラデウス4コマKINGDOM - 05/01/12
  - 『射手の女の子に弱いようデウス』（8ページ）+中扉イラスト
- ファントム･キングダム4コマKINGDOM - 05/04/28
  - カラーイラストのみ

### 4コマ戦線
双葉社
- スーパーロボット大戦IMPACT 4コマ戦線VOL.1 - 02/06/12
  - 『有名なブライトさんだ』（8ページ）
- スーパーロボット大戦IMPACT 4コマ戦線VOL.2 - 02/09/12
  - 『コーヒーにブライト』（8ページ）
- スーパーロボット大戦MX4コマ戦線 - 04/08/11
  - 表紙イラストのみ

### カプよん
双葉社
- カプコン4コマコミック カプよんVol.1 - 03/03/28
  - 『計算機械の入るトコロ』 （計28ページ）
- カプコン4コマコミック カプよんVol.2 - 03/10/11
  - 『カプさん!コンさん!懲らしめてやりなさい!』（計29ページ）
- カプコン4コマコミック カプよんVol.3 - 04/08/11
  - 『カプコンでした』（計30ページ）

### アンソロジー関連作品

#### 双葉社
- かりあげクントリビュート - 05/11/28
  - 『まるっきりかりあげクン』（4ページ）
- スーパーロボット大戦IMPACTアンソロジーVol.8 - 02/--/--
  - 『勇者になる時』
- 恥ずかしそうな顔でおっぱい見せてもらいたい 赤面おっぱいアンソロジー 9 - 22/04/12
  - 『営業の花宮さん』
- 恥ずかしそうな顔でおっぱい見せてもらいたい 赤面おっぱいアンソロジー 10 - 23/09/12

#### エンターブレイン
- 魔界戦記ディスガイア アンソロジーコミックVol.1 - 03/07/25
  - 『その男は「忙しい」と叫んだ』（4ページ）
- 魔界戦記ディスガイア アンソロジーコミックVol.2 - 03/--/--
  - 『荒野のウォルナット』（4ページ）

#### ブロッコリー
- あすか120% アナザーストーリー3 - 97/01/19
  - 『こんこん』（8ページ）
- あすか120% アナザーストーリー4 - 97/01/19
  - 『猿逃げてるよー』（8ページ）
- トゥルーラブストーリー コミックアンソロジー2 - 98/01/17
  - 『寝待月』 （24ページ）
- トゥルーラブストーリー コミックアンソロジー3 - 98/03/20
  - 『イッツ･ア･ロング･ロード』（24ページ）
- バトルアスリーテス大運動会 コミックアンソロジー - 98/05/21
  - 『ハコの中身』（16ページ）
- デビルサマナーソウルハッカーズ コミックアンソロジー2 - 98/06/25
  - 『月とドラマ –Your Master is a Monster-』（26ページ）
- ギルティギア コミックアンソロジー - 98/08/19
  - 『ひとりあるくねこ』 『Sは"Sceptic"（懐疑）のS』 『ルミュエルに問う』（各8ページ）
- トライガン コミックアンソロジー - 99/01/20
  - 『劣化弾』（16ページ）
- トライガン コミックアンソロジー2 - 99/05/23
  - 『トースト賛歌』（16ページ）

#### KADOKAWA
- 「めがみめぐり」公式アンソロジーコミック『にっぽん4コマめがみ旅』- 17/4/24
  - 『ぐるり東北めぐり』（8ページ）

### 寄稿
- 古賀亮一『ゲノム (漫画)』2巻　男爵船長の4コマ漫画
- ボマーン『ヒントでみんと!』2巻

## OKウサギ
ÖYSTERが携わる漫画作品にしばしば登場するオリジナルキャラクター。
姿は、真っ黒で大きな丸い目及び同様の丸い鼻、大きく開いた口と高く突き出した（作品によっては長く屈曲した）耳を持ち、人差し指と中指を突きたてるいわゆる「Vサイン」を作った両手を高々と頭上に掲げた二本足で立つウサギ。
ただしおよそ一般的なウサギキャラクターというよりは、赤塚不二夫の漫画『もーれつア太郎』や『おそ松くん』に登場する「ニャロメ」を彷彿とさせるまでに極端なデフォルメを施されたキャラクターである。
なお名前の「OK」とは、『男爵校長』登場時のエピソードによれば「何でも『OK!』（Okay＝承諾を表す英語）と安請け合いをしてしまう」ウサギであることを示しており、件のポーズも「OK!」と承諾を示す姿を表現している。

### OKウサギが登場する作品
ケロロ軍曹
アシスタントを担当しているためか、原作中にしばしば登場する。以下はその一例である。
- 第51話では夏美が遊んでいた「とってもかわいらしい動物の住民になって暮らすゲーム」の住人として登場した。
- 第59話ではクルル曹長が作った「就職できるクスリ」の材料プラント内に材料の一つとして入れられていた。
- 第67話ではケロロ軍曹が持っていた動物絵本の表紙に登場した。

男爵校長
『まんがタウンオリジナル』連載時の第11話にて、ストラップアクセサリ・絵本・ゲームなどのグッズキャラクターとして登場。この回におけるテーマとなっている。
光の大社員
第6話にて主人公の属する玩具会社「アルクメ」が開発した玩具として登場。
武者武者道中 ティラの介
ナレーターやスズシロの呼びかけに応じるなどして8回登場する。
新婚のいろはさん
テレビゲーム「パズルでピョン」の画面に登場。